# Русняк, Иштван
Иштван Русняк (Русньяк; венг. Rusznyák István; 1889—1974) — венгерский терапевт, патофизиолог и биохимик.

## Биография
Происходил из семьи еврейских интеллектуалов. В 1911 г. закончил медицинский факультет Будапештского университета, работал в Отделе патологии. Участник Первой мировой войны.
В 1931—1945 гг. был директором отделения медицины и медицинского факультета университета Сегеда. В 1936 г. открыл (совместно с А. Сент-Дьёрдьи) Витамин P (цитрин).
В 1937/38 учебном году избран деканом. Во время Второй мировой войны в 1944 г. был депортирован в Австрию. В конце войны возвратился в Будапешт и возглавил отделение Терапии. Действительный член (1946 г.) и президент (1949—1970 гг.) Академии наук Венгерской Народной Республики. В 1963 г. уволился с должности профессора.
Член ряда академий, иностранный член АН СССР c 20.06.1958 г. по отделению биологических наук (медицина).

## Награды
- 1949 — Премия имени Кошута
- 1961 — Золотая медаль Венгерской академии наук[венг.]
- 1969 — Большая золотая медаль имени М. В. Ломоносова